# Wittmann Ferenc
Wittmann Ferenc (Hódmezővásárhely, 1860. január 19. – Budapest, Józsefváros, 1932. március 23.) magyar fizikus, műegyetemi tanár, a Magyar Tudományos Akadémia levelező tagja (1908).

## Élete
Wittmann Ignác és Ehrlich Sarolta fia. Főiskolai tanulmányait a budapesti József-műegyetemen és a tudományegyetemen végezte. 1878-tól óta a királyi József-műegyetemen működött. Két évig Schuller Alajosnak a kísérleti természettan tanárának volt asszisztense. Ezt követően 1892-ben a technikai-fizikai tanszékhez helyezték át, amelyen Stoczek József mellett tíz évig mint tanársegéd és adjunktus működött; ennek halála után pedig a technikai fizika tanárává nevezték ki. Számos nyilvános előadást tartott a Királyi Magyar Természettudományi Társulatban, a Magyar Mérnök- és Építész-Egyletben és a matematikai-fizikai társulatban. 1919-ben igazgatóhelyettese lett a budapesti Tanárképző Intézetnek. A váltakozó áramok időbeni lefolyásával kapcsolatos kutatási jelentősek. A róla elnevezett oszcilloszkóp feltalálója. A rádiótechnikával is foglalkozott.
Cikkei megjelentek a hazai szakközlönyökben.

## Munkái
- A kanon alakokról. Mathematikai értekezés. Budapest, 1881.
- Periodikus elektromos áramok optikai vizsgálata. Mathematikai és Természettudományi Értesítő, 1891.
- Az erős villamáramok technikája az ezredéves országos kiállításon. Budapest, 1898. Melléklettel és 35 ábrával. (Különnyomat a Matlekovics Jelentéséből.)
- Műszerek és tudományos eszközök az 1896. évi ezredéves országos kiállításon. Budapest, 1898. (Különnyomat a Matlekovics Jelentéséből.)
- A hangzó lángokról. Budapest, 1902. (Különnyomat a Természettudományi Közlönyből.)
- Az Auer-féle villamos osmium izzólámpa fajfogyasztására és tartósságára vonatkozó adatok. Budapest, 1906. (Különnyomat a M. Mérnök- és Építészegylet Közlönyéből.)
- Csillapodás nélküli és csillapított rezgésjelenségek kísérleti vizsgálata. Mathematikai és Természettudományi Értesítő, 1911.
- Technikai fizika I – II., Budapest, 1919.